# Grand Prix Formule 1 van Zuid-Afrika 1973
De Grand Prix Formule 1 van Zuid-Afrika 1973 werd gehouden op 3 maart 1973 in Kyalami.

## Uitslag
| Positie | Nr | Rijder                | Team              | Ronden | Tijd/Opgave      | Startplaats | Punten |
| ------- | -- | --------------------- | ----------------- | ------ | ---------------- | ----------- | ------ |
| 1       | 3  | Jackie Stewart        | Tyrrell-Ford      | 79     | 1:43:11.0        | 16          | 9      |
| 2       | 6  | Peter Revson          | McLaren-Ford      | 79     | 24.55            | 6           | 6      |
| 3       | 1  | Emerson Fittipaldi    | Lotus-Ford        | 79     | 25.06            | 2           | 4      |
| 4       | 9  | Arturo Merzario       | Ferrari           | 78     | + 1 Ronde        | 15          | 3      |
| 5       | 5  | Denny Hulme           | McLaren-Ford      | 77     | + 2 Ronden       | 1           | 2      |
| 6       | 23 | George Follmer        | Shadow-Ford       | 77     | + 2 Ronden       | 21          | 1      |
| 7       | 18 | Carlos Reutemann      | Brabham-Ford      | 77     | + 2 Ronden       | 8           |        |
| 8       | 12 | Andrea de Adamich     | Surtees-Ford      | 77     | + 2 Ronden       | 20          |        |
| 9       | 7  | Jody Scheckter        | McLaren-Ford      | 75     | Motor            | 3           |        |
| 10      | 21 | Howden Ganley         | Iso Marlboro-Ford | 73     | + 6 Ronden       | 19          |        |
| 11      | 2  | Ronnie Peterson       | Lotus-Ford        | 73     | + 6 Ronden       | 4           |        |
| NF      | 11 | Carlos Pace           | Surtees-Ford      | 69     | Ongeluk          | 9           |        |
| NC      | 26 | Eddie Keizan          | Tyrrell-Ford      | 67     | Niet geklasseerd | 22          |        |
| NC      | 14 | Jean-Pierre Jarier    | March-Ford        | 66     | Niet geklasseerd | 18          |        |
| NC      | 4  | François Cevert       | Tyrrell-Ford      | 66     | Niet geklasseerd | 25          |        |
| NC      | 24 | Mike Beuttler         | March-Ford        | 65     | Niet geklasseerd | 23          |        |
| NF      | 19 | Wilson Fittipaldi Jr. | Brabham-Ford      | 52     | Versnellingsbak  | 17          |        |
| NF      | 20 | Jackie Pretorius      | Iso Marlboro-Ford | 35     | Oververhitting   | 24          |        |
| NF      | 17 | Niki Lauda            | BRM               | 26     | Motor            | 10          |        |
| NF      | 22 | Jackie Oliver         | Shadow-Ford       | 14     | Motor            | 14          |        |
| NF      | 16 | Jean-Pierre Beltoise  | BRM               | 4      | Koppeling        | 7           |        |
| NF      | 25 | Dave Charlton         | Lotus-Ford        | 3      | Ongeluk          | 13          |        |
| NF      | 15 | Clay Regazzoni        | BRM               | 2      | Ongeluk          | 5           |        |
| NF      | 8  | Jacky Ickx            | Ferrari           | 2      | Ongeluk          | 11          |        |
| NF      | 10 | Mike Hailwood         | Surtees-Ford      | 2      | Ongeluk          | 12          |        |

## Statistieken
| Pole-position | Denny Hulme        | McLaren-Ford | 1:16.28 |
| Snelste ronde | Emerson Fittipaldi | Lotus-Ford   | 1:17.10 |

## Noot
- Dit was het debuut van de Amerikaanse coureur George Follmer en de Zuid-Afrikaanse coureur Eddie Keizan.
- Eerste pole position voor Denny Hulme.
- Eerste rondes als raceleider voor Jody Scheckter en voor een Zuid-Afrikaanse coureur.
- Vijfde podiumplaats voor Peter Revson.

1960 · 1960 II · 1961 · 1962 · 1963 · 1965 · 1966 · 1967 · 1968 · 1969 · 1970 · 1971 · 1972 · 1973 · 1974 · 1975 · 1976 · 1977 · 1978 · 1979 · 1980 · 1981 · 1982 · 1983 · 1984 · 1985 · 1992 · 1993